# Евалд Дитко
Едвард Јан (рођен као Евалд Оскар) Дитко (18. октобар 1914 — 13. јун 1993) био је пољски фудбалер који је играо на позицији везног играча . Представљао је Пољску на међународном нивоу од 1935. до 1939. године.
Рођен је у Заленжу (сада округ Катовица ), син дрвосече Јохана Дитка и његове супруге Викторије рођене Гранек. Играо је фудбал од малих ногу. Године 1931. постао је играч Даба из Катовица. Године 1936, његов тим је промовисан у најјачу пољску дивизију, али због Дабове дисквалификације, клуб је испао средином сезоне 1937.
Његов национални деби догодио се 18. августа 1935. у Катовицама против Југославије . Убрзо је Дитко постао кључни везни играч, учествујући у 25 утакмица. Играо је на Олимпијским играма 1936. у Берлину, наступивши на сва четири меча које је одиграо пољски тим,  и у поразу од Бразила резултатом 5 : 6 5. јуна 1938. на Светском првенству у фудбалу 1938. у Француској. Дана 27. августа 1939. године, Дитко је учествовао у последњој међуратној утакмици Пољске, победи над Мађарском резултатом 4 : 2.
Дитко се сматра коаутором највећих успеха пољског фудбала у међуратном периоду.
Током Другог светског рата потписао је немачку националну листу ( Volksliste ) и 1942. године је регрутован у Вермахт. Године 1944, заробила га је америчка војска и држала га у логору за ратне заробљенике у Аустрији .
После рата, вратио се у Шлезију и свом вољеном тиму, представљајући Даб до 1950. године. Као и многи други становници Горње Шлеске, имао је проблема са комунистичком владом, која га је у почетку третирала као издајника. Ослобођен је оптужби, али тек након потписивања декларације о лојалности пољској држави.
После 1950. године радио је као тренер у неколико шлеских тимова, али без већих успеха. Умро је у Катовицама.